# Title of Record
Title of Record es el segundo álbum de estudio del grupo estadounidense de metal industrial Filter, lanzado en 1999.
Fue certificado oro por la Canadian Recording Industry Association y platino por Recording Industry Association of America.

## Listado de canciones
| LP original |                        |         |          |  |
| N.º         | Título                 | Música  | Duración |  |
| 1.          | «Sand»                 | Patrick | 0:36     |  |
| 2.          | «Welcome to the Fold»  | Patrick | 7:40     |  |
| 3.          | «Captain Bligh»        | Patrick | 5:12     |  |
| 4.          | «It's Gonna Kill Me»   | Patrick | 5:04     |  |
| 5.          | «The Best Things»      | Patrick | 4:26     |  |
| 6.          | «Take a Picture»       | Patrick | 6:03     |  |
| 7.          | «Skinny»               | Patrick | 5:43     |  |
| 8.          | «I Will Lead You»      | Patrick | 3:23     |  |
| 9.          | «Cancer»               | Patrick | 6:39     |  |
| 10.         | «I'm Not the Only One» | Patrick | 5:49     |  |
| 11.         | «Miss Blue»            | Patrick | 5:36     |  |
| 54:47       |                        |         |          |  |

## Posicionamiento
| Listas                           | Posición |
| -------------------------------- | -------- |
| Australia                        | 41       |
| Austria                          | 34       |
| Canadá                           | 40       |
| Alemania                         | 20       |
| Nueva Zelanda                    | 12       |
| UK Albums Chart                  | 75       |
| UK Rock & Metal Albums           | 3        |
| US Billboard 200                 | 30       |
| US Billboard Top Internet Albums | 13       |

## Créditos
| - Keith B. Armstrong — Ingeniero - Blumpyv — Programador - Elliot Caine — Trompeta - Frank Cavanaugh — Bajo - The Crystal Method — Productor - Rae DiLeo — Productor - Filter — Productor - Steven Gillis — Batería - Ben Grosse — Productor - Geno Lenardo — Productor - Bob Ludwig — Máster - D´arcy Wretzky — Voz (Take a Picture, Cancer) | - Alan Mason — Asistente de ingeniería - Jim McGrath — Percusión - Deborah Norcross — Diseño - Richard Patrick — Productor - Eric Remschneider — Violonchelo - Chris Simmons — Percusión - Ralf Strathmann — Fotografía - Michael Tuller — Programador - John Tyree — Asistente de ingeniería - Miss Wutt — Voz |